# Edward Small
Edward Small (New York, 1º febbraio 1891 – Los Angeles, 25 gennaio 1977) è stato un produttore cinematografico statunitense.
Small iniziò la sua carriera a New York. Nel 1917, si trasferì a Los Angeles, California. Iniziò a produrre film nel 1920, e a lui è dedicata una  stella nella Hollywood Walk of Fame per il suo lavoro televisivo situato 

## Filmografia
- Il richiamo (Song of Love), regia di Erle C. Kenton (1929)
- Pescicani - Contrabbando giallo (I Cover the Waterfront), regia di James Cruze (1933)
- Il conte di Montecristo (The Count of Monte Cristo), regia di Rowland V. Lee (1934)
- La forza dell'amore (The Bride Walks Out), regia di Leigh Jason (1936)
- Il re dei pellirosse (The Last of the Mohicans), regia di George B. Seitz (1936)
- Alla conquista dei dollari (The Toast of New York), regia di Rowland V. Lee (1937)
- La maschera di ferro (The Man in the Iron Mask), regia di James Whale (1939)
- Milioni in pericolo (Brewster's Millions), regia di Allan Dwan (1945)
- Schiavo della furia (Raw Deal), regia di Anthony Mann (1948)
- Salvate il re (The Brigand), regia di Phil Karlson (1952)
- Anonima delitti (New York Confidential), regia di Russell Rouse (1955)
- Testimone d'accusa (Witness for the Prosecution), regia di Billy Wilder (1957)